# استان میسان
استان میسان (عربی: ميسان) استانی در قسمت جنوب شرقی عراق و هم مرز با ایران می‌باشد. مرکز اداری آن شهر اماره می باشد و از ۶ بخش تشکیل گردیده شده. تا پیش از سال ۱۹۷۶ به اسم استان آمارا نامگذاری گردیده شده.

## تاریخ
اسکندر مقدونی شهر چاراکس اسپاسینو  را در سال ۳۲۴ پیش از میلاد در این استان تأسیس نمود. این شهر سپس به پایتخت پادشاهی شاراسین (پادشاهی میشان) تبدیل گردید. حال به عنوان خرابه های نایسان وجود دارد.
این ناحیه در طول جنگ ایران و عراق ، که در طی آن یک میدان نبرد گسترده بود، و دوباره بعد از قیام عراق در سال ۱۹۹۱ ، صدمه بسیاری دید.

## دولت

### دوران بعث
از سال ۱۹۹۲ تا ۱۹۹۴ ، صدام حسین یک فرمانده ارشد نظامی به اسم کامل ساجد را که در طول جنگ ایران و عراق  خدمت کرده بود و در طول جنگ خلیج فارس مأموریت‌های نیروهای خواصی را در کویت رهبری می نمود، به اسم استاندار منصوب نمود، بعد از تصمیمی برای جایگزینی کل استان‌ها. فرمانداران با نظامی در دولت جنابی گزارش شده است که او سیاست های اسلامی قوی تری را عرضه نمود که همزمان با مبارزه های مذهبی صدام در آن هنگام بود.
برادر همسر صدام حسین که به استان سفر نموده بود، بار دیگر دولت جنابی اظهار نظر نمود و این گونه سخن نمود که وی یک "دولت اسلامی کوچک" ساخته است. جنابی دستور داد کل کافه های مشروب الکلی بسته شوند و چندین مسجد در کل استان ساخته شد. وی همچنین برای کمک های مالی به بیماران و فقرا و همچنین بازدید از بیمارستان ها پول جمع آوری می نمود. جنابی همچنین با توجه به اینکه مامور متوجه شد این خودروی فرمانداری می باشد، یک افسر پلیس را به دلیل اینکه اجازه داده خودرویش از ترافیک عبور کند ، سرزنش نمود. این گونه بحث می شود که مردم بومی در اشاره به عمر دوم خلیفه اموی، وی را «ابوعمر» نام گذاری می نمایند و حکومت جنابی را مشابه می دانند. او همچنین جان یک مرد شیعه را که در استان با ایران همکاری می نمود و خود را به نیروهای امنیتی عراق تسلیم کرده بود، نجات داد.
در سال ۱۹۹۴ جنابی از سوی خود برکنار گردید و به جای آن برای صدام در بغداد کار نمود. بسیاری از مقام های بعثی هم صدام و هم جنابی را به دلیل مذهبی بودنشان مورد انتقاد قرار دادند و به صدام این گونه گفتند که جنابی عنصر ستون پنجم رژیم می باشد. با این حال، صدام این ادعاها را به سود خود رد نمود و ظاهراً جنابی خود به صدام وفادار بود.

### پس از ۲۰۰۳
فرماندار کنونی  علی دوّای لازم از طرفداران مقتدی صدر می باشد. از سال ۲۰۱۳، وی تنها فرماندار استانی در عراق متعلق به جنبش صدر می باشد .  گر چه او شیعه است، ولی غیر فرقه ای می باشد و گفته است: سنی یا شیعه یا مسیحی فرقی نمی کند. من میان هیچکس فرقی قائل نیستم." وی را دلبرترین سیاستمدار عراق می نامند.
در سال ۲۰۱۳، نیویورک تایمز از مدیریت دوّای ستایش نمود و این گونه گفت که "جاده ها در حال آسفالت می باشند، سیستم های فاضلاب نوین نصب گردیده اند و ساکنان اکنون تا ۲۲ ساعت در روز از برق برخوردار هستند، بسیار بیشتر از بغداد ." 

## جمعیت شناسی
میسان دارای اکثریت جمعیت شیعه عرب جمعیت کمی از مردم کرد شیعه.   مندائیان و مسیحیان می باشد. در جنوب توسط برخی از باتلاق های بین النهرین پوشیده گردیده است و به شکل سنتی خانه بسیاری از عرب‌های هور بوده است.

در سال ۲۰۰۷، نرخ بیکاری ۱۷ درصد بود. 

## شهرستان ها
- شهرستان علی الغربی
- شهرستان العماره
- شهرستان الکحلا
- شهرستان المیمونه
- شهرستان المجر الکبیر
- شهرستان قلعه صالح